# Jean Emile Gombert
Pour l’article homonyme, voir Gombert (homonymie).
Jean Émile Gombert né le 2 novembre 1950 à Bernay (Eure), est un psychologue et professeur d'université français, spécialiste de la psychologie de l'enseignement et de la psychologie du développement. Il est président de l'université Rennes 2 de 2011 à 2015.

## Carrière universitaire
Il commence sa carrière universitaire comme technicien contractuel (3B type CNRS) au Laboratoire de psychologie de l'université de Rouen (1974-1984). Il assume à partir de 1977, des vacations d'enseignement dans les départements de psychologie et de mathématiques de cette même université, et à l'École normale de Rouen. Il est nommé maître-assistant (1985) puis maître de conférences (1990) en psychologie à l'université de Bourgogne. Il est élu professeur des universités et effectue en un séjour de six mois à l'université d'Oxford pendant un séjour sabbatique (1993). En 1997, il est élu professeur de psychologie du développement cognitif à l'université Rennes 2.
Il a dirigé la Maison des sciences de l'homme en Bretagne[Quand ?]. Il a été président de l'Institut Confucius de Bretagne et du réseau des universités de l’Ouest atlantique (2011-2013), de l'Alliance nationale des sciences humaines et sociales (ATHENA) (2012-2014) et du Conseil supérieur de l'Institut universitaire européen de Florence.
Il est élu président de l'université Rennes 2 en 2011 puis est réélu l'année suivante,.
Depuis mars 2019, il est président du conseil de l'Institut national supérieur du professorat et de l'éducation de Lyon.
Durant ces mandats, il se prononce en faveur de la fusion des universités de Rennes 1 et de Rennes 2 et prend position pour augmenter le financement public des universités dans une tribune co-signée du Monde, avec huit autres présidents d'universités.

## Vie politique
Il est membre du Parti socialiste pendant 20 ans. Il est candidat suppléant du PS aux élections cantonales de 2008. En 2019, il est désigné numéro 2 de la liste La République en marche, menée par Carole Gandon, pour les élections municipales de 2020 à Rennes. À l'issue du scrutin, qui voit la réélection de la maire socialiste Nathalie Appéré, il fait son entrée au conseil municipal dans l'opposition. Le 17 janvier 2023, il démissionne de son mandat pour se consacrer entièrement à son poste de référent national de la Francophonie scientifique.

## Décorations
- Chevalier de la Légion d'honneur (décret du 29 mars 2013)[10]